# Жезъл на Коутс
Жезъл на Коутс или само жезъл в математиката е равнинна трансцендентна крива с уравнение в полярни координати {\displaystyle \rho ={\frac {a}{\sqrt {\varphi }}}}. Кривата има за асимптота полярната ос и за асимптотична точка полюса О. Има инфлексна точка с координати (в Декартова координатна система) {\displaystyle ({\frac {1}{2}},a{\sqrt {2}})}.
Кривата е описана през 1714 г. от английския математик Роджър Коутс (1682 – 1716). Наименованието ѝ в други езици е lituus, по името на древно римския тромпет със същата форма.